# Baca Deleanu
Baca Deleanu (născută Base ori Basea Rivelis (sau Riveles); în rusă Бака Деляну; n. 12 mai 1921, Basarabia, România – d. 5 octombrie 2005, Chișinău, Republica Moldova) a fost o evreică basarabeană, scriitoare și traducătoare moldoveană, soția poetului Liviu Deleanu.

## Biografie
S-a născut în satul Vadul-Rașcov (acum în raionul Șoldănești, Republica Moldova) din județul Soroca, Basarabia, (România interbelică), în familia farmacistului Peisah Rivelis și Firei (Esther) Rivelis. În copilărie, a trăit cu familia în Soroca. Odată cu începerea celui de-al doilea război mondial, a fost deportată împreună cu părinții și sora mai mică, Țilia, în ghetoul Olgopol din Transnistria, unde părinții ei au fost executați. După eliberarea din 1944, s-a întors la Soroca, în același an s-a căsătorit cu poetul Liviu Deleanu.
A absolvit Facultatea de Filologie a Universității din Chișinău.
A fost angajată preponderent în traduceri de lucrări de ficțiune (în principal pentru copii) din italiană, germană, franceză și rusă în „limba moldovenească” (română). După moartea soțului, a selectat și pregătit pentru publicare aproximativ treizeci de colecții din patrimoniul literar al soțului.
În 2002, pentru traducerea în limba română a cărții „Aventurile lui Cipollino”, i s-a acordat o diplomă onorifică a Consiliului internațional al literaturii pentru copii și tineri din cadrul UNESCO. A fost membră a Uniunii Scriitorilor din Moldova.
A fost înmormântată la Chișinău lângă soțul ei.

## Premii și distincții
- Diploma de Onoare IBBY din Republica Moldova (2002)

## Publicații

### Traduceri
- Vincent Šikula. „O vacanță cu moș Rafael”. Chișinău: Lumina, 1970. — 119 p.
- Leonid Volînski. „Verdele arbor al veții”. Chișinău: Lumina, 1971. — 160 p.
- Lado Mrelașvili. „Ștrengarii din Ikalto”: Povestire. Chișinău: Lumina, 1974. — 228 p.
- Vladimir Odoievski. „Moș Gerilă”: Poveste. Ilustrații de Volf Bulba. Chișinău: Literatura artistică, 1977.
- Gianni Rodari. „Aventurile lui Cipollino”. Ilustrații de Vladimir Suteev. Chișinău: Literatura artistică, 1977. — 232 p.
- Inge Maria Grimm. „Șvip și Șvap la Marea Piticilor”. Ilustrații de Volf Bulba. Chișinău: Literatura artistică, 1977. — 158 p.
- Inge Maria Grimm. „Șvip și Șvap la Marea Piticilor”. Parte a doua. Ilustrații de Volf Bulba. Chișinău: Literatura artistică, 1981. — 176 p.
- Inge Maria Grimm. „Șvip și Șvap la Marea Piticilor”. Partea a treia. Ilustrații de Volf Bulba. Chișinău: Literatura artistică, 1983. — 144 p.
- Eno Raud. „Manșon, Jumaghiată și Barbă de Mușchi”. Chișinău: Literatura artistică, 1985. — 197 p.
- Vitali Gubarev. „Trei pe-o insulă”: Povestiri-basme. Chișinău: Literatura artistică, 1985. — 318 p.
- Ernst Hoffmann. Спэргэторул де нучь ши Реӂеле Шоаречилор („Spărgătorul de Nuci și Regele Șoarecilor”). Ilustrații de Volf Bulba. Chișinău: Literatura artistică, 1989 — 89 p.
- Gianni Rodari. „Aventurile lui Cipollino”. Chișinău: Editura Prut Internațional, 2000. — 158 p.